# Halottak Könyve

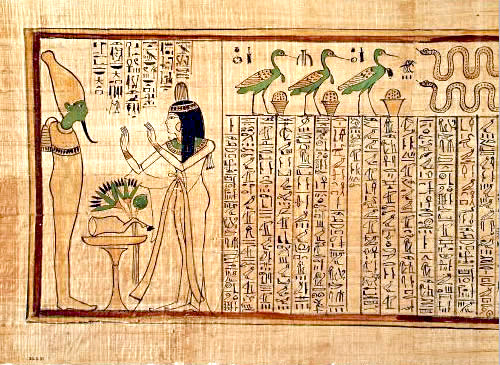
Egy kép a Halottak Könyvéből: az elhunyt Ozirisznak hódol. Nauni hercegnő könyvéből (XXI. dinasztia)

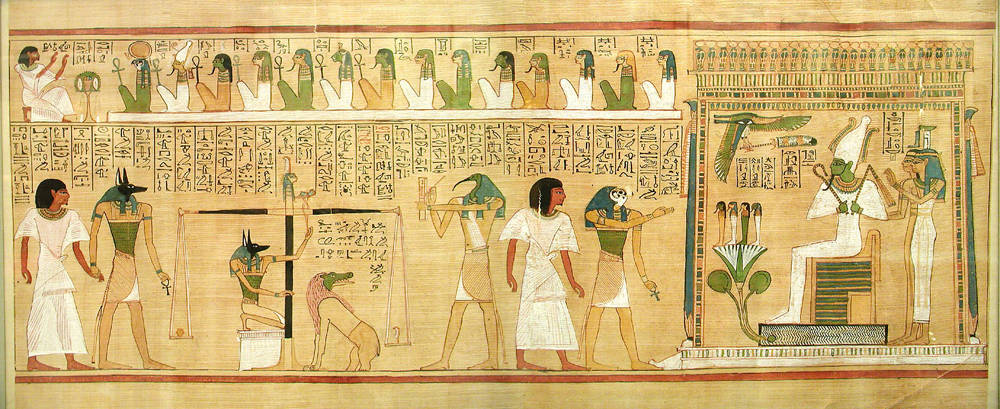
A szív mérlegelése. Hunofer írnok könyvéből (XIX. dinasztia)

A Halottak Könyve (modern cím) a halállal és a túlvilággal kapcsolatos ókori egyiptomi szövegek gyűjteménye. Elődjei az óbirodalmi Piramisszövegek és az ebből kialakult középbirodalmi Koporsószövegek, melyekből több részt átvett.
A Halottak Könyve az első újbirodalmi dinasztia, a XVIII. dinasztia idejétől a ptolemaida korig folyamatosan használatban volt, kanonizációjára a szaiszi korban került sor. Leggyakrabban papirusztekercsen helyezték a halottak mellé, hogy útmutatást nyújtson és megvédje őket a túlvilágon rájuk leselkedő veszélyektől, de szövegei fennmaradtak templomok és sírok falán, usébtiken, szarkofágokon, szkarabeuszokon is.

## Eredeti címe és tartalma
A mű címe egyiptomi nyelven r.w n.w pr.t m hrw (kiejtve körülbelül: rú nú peret em herú). A r.w a r, azaz 'száj' többesszáma, jelenthet beszédet vagy rituális szöveget is. A n.w az n részeshatározó (az angol „of”-fal egyezik meg jelentésben) hímnemű többesszáma, az .w a többesszám jele. A pr.t az előjönni, felkelni jelentésű prỉ-ből jön, előjövést, felkelést jelent. Az m prepozíció jelentése -ban, -ben, alatt (időtartamban). A hrw jelentése nap, nappal. Így a cím szó szerinti fordítása kb. „a napközbeni előjövés szövegei”, ami arra utal, hogy a könyv tulajdonosának lelke napvilágra jöhetett sírjából. Magyarul szokás A fénybe távozottak könyvének is nevezni. A cím a benne szereplő egyik legfontosabb, a 17. varázsszöveg nevéből ered: pr.t m hrw. A „mondások” vagy „varázsszövegek” a könyv fejezetei, melyeket a szakirodalom látott el számozással.
A legismertebb a túlvilági bíróság halott feletti ítélkezését bemutató 125. fejezet. Filozófiai jelentőségű a 17. fejezet, míg a 175. fejezetben a világvégét vetíti előre Atum és Ozirisz párbeszéde. A Halottak Könyve egyes részei az egyiptomi mitológia részletes és alapos ismerete híján igen nehezen értelmezhetők, bár például a 15. fejezet naphimnuszai már pusztán irodalmi színvonaluk révén is figyelemre méltóak. Sok szövegrész máig feldolgozatlan filológiai problémákat hordoz, amelyek megfejtésében az is nehézséget okoz, hogy a ritka vagy régi kifejezéseket tartalmazó szöveget sokszor már a másoló írnokok sem értették, és ezáltal olyan fokú szövegromlás jelentkezett, ami önmagában is gátolja a szövegek értelmezését. A legtöbb ismert példányt kurzív (folyóíráshoz hasonlóan írt) hieroglifákkal írták, amelyek jelei esetenként jelentős egyszerűsítések miatt nehezen ismerhetők fel. A Szaiszi kor és a Későkor idején (XXI – XXVI. dinasztia) hieratikus példányok is készültek.

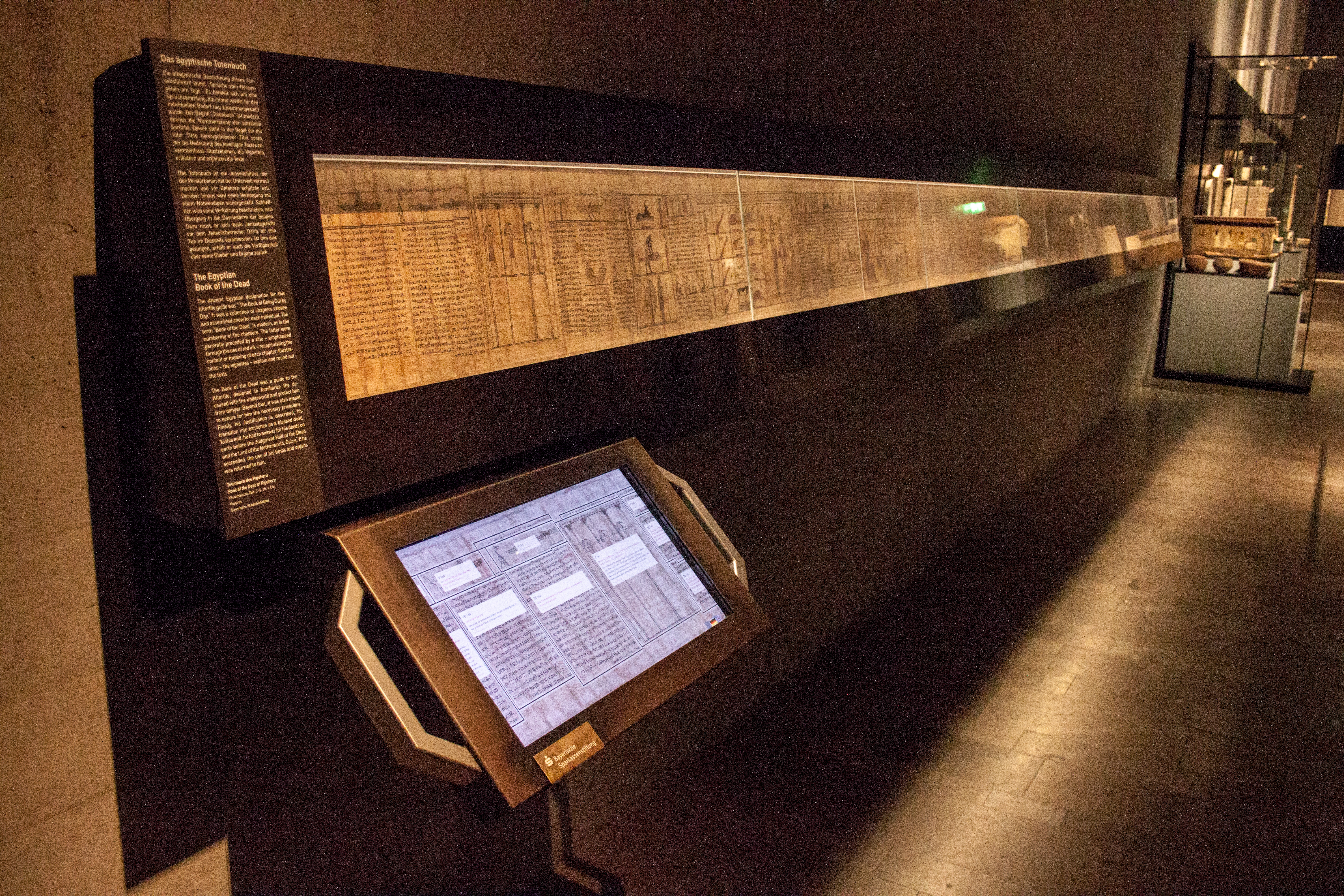
A Halottak Könyve bemutatása a müncheni egyiptológiai múzeumban

## Magyar nyelvű fordítások
- Egyiptomi halottaskönyv, 1–2.; ford., előszó Bánfalvi András; Farkas L. I., Bp., 1994–1995
  - 1. Kilépés a fénybe
  - 2. Kilépés a fénybe. CXII-CXC. fejezet / Függelék: Átkelés az örökkévalóságon, lélegzetek könyve; 1995
- Ramses Saleem: Az illusztrált egyiptomi Halottak könyve. Új fordítás, kommentárral; ford. Tamás Gábor; Gold Book, Debrecen, 2002, ISBN 963-9437-35-2, 144 p